# 佩爾紹山
65°44′S 64°10′W / 65.733°S 64.167°W

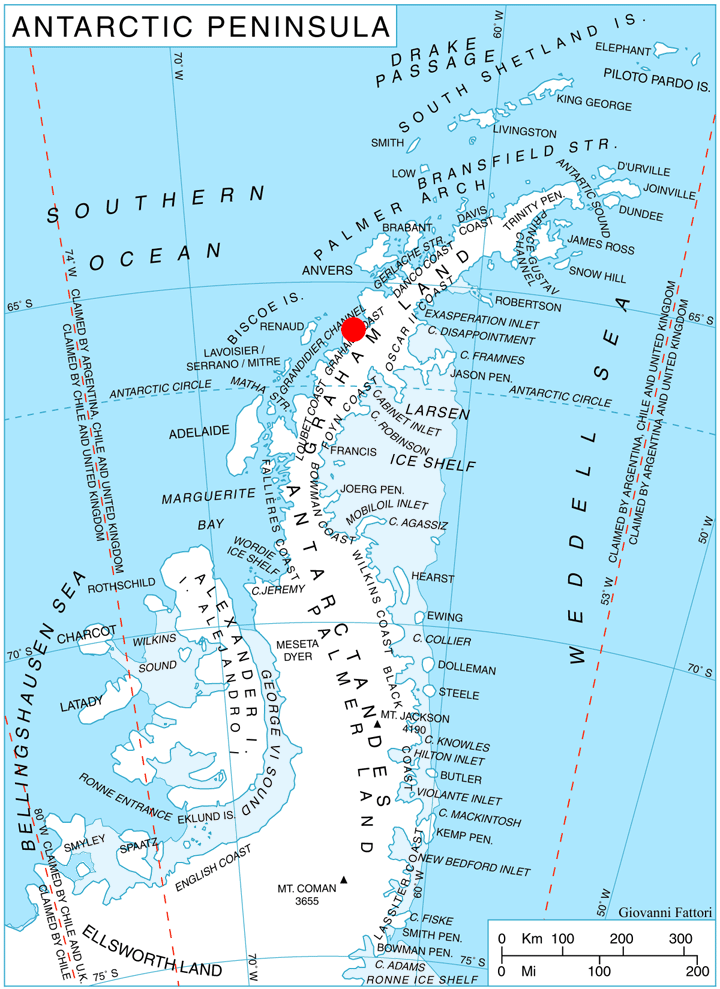

佩爾紹山是南極洲的山峰，位於葛拉漢海岸，處於馬尼耶峰東南面7公里，海拔高度2,040米，由法國探險隊發現，現時由南極條約體系管理。

## 外部連結
- SCAR Composite Gazetteer of Antarctica（页面存档备份，存于）.